# Chiperu
Chiperu – wieś w Rumunii, w okręgu Buzău, w gminie Pardoși. W 2011 roku liczyła 60 mieszkańców.